# 洪承武
洪 承武（ホン・スンム、朝鮮語: 홍승무）は、朝鮮民主主義人民共和国の政治家、軍人。朝鮮労働党軍需工業部副部長、朝鮮労働党中央委員会委員。朝鮮人民軍における軍事称号（階級）は大将。北朝鮮の核実験を主導した1人。

## 経歴
生年月日や出生地など詳しいことはわかっていない。2010年に朝鮮労働党中央委員会委員候補に、2014年に最高人民会議第13期代議員に選出された。2013年に国連で制裁案が採択されたことに対抗して開催された国家安全及び対外部門活動家協議会に出席したことから、高位級幹部とされる。2016年1月に実施された水爆実験に関与したとして、同年3月に韓国政府から制裁対象に指定された。同年5月6日に開催された朝鮮労働党第7次大会で党中央委員会委員に選出された。同年9月に実施された核実験を現地指導した金正恩委員長に、水爆について説明した。

## 参考サイト
- 북한정보포털